# Pierre-Étienne Le Bon
Pour les articles homonymes, voir Le Bon.
Pierre-Étienne Le Bon est un architecte français né à Paris en 1700 et décédé en 1754.
Élève de Jean-Sylvain Cartaud, Le Bon obtint le second prix de Rome en 1724 avec un autel pour une cathédrale et le grand prix en 1725 avec le plan d'une église de couvent de religieuses. Il séjourna à Rome de 1728 à 1731.
Selon Bachaumont, c'était un fort honnête homme, ennemi des ornements à la mode et adepte des bons principes. Le cardinal Armand Gaston Maximilien de Rohan l'employa à Saverne et à Strasbourg, notamment à l'exécution des plans de Robert de Cotte pour le palais épiscopal.
Vers 1736, il donna un projet pour l'agrandissement du côté du Rhône de l'hôtel-dieu de Lyon, mais les recteurs de l'hôpital préférèrent le projet de Jacques-Germain Soufflot.
Le Bon fut admis à l'Académie royale d'architecture en 1741. Il fut l'un des professeurs d'Étienne-Louis Boullée.
En 1748, il construisit une galerie adjacente au chœur de l'église pour compléter le cloître du couvent de l'Assomption à Paris.